# Donászy Tibor
Donászy Tibor, becenevén Tipcsi (Budapest, 1955. november 7. –) dobos, több neves magyar rockegyüttesben játszott. 

## Pályafutása
Zenekara volt a Beatrice, az Edda Művek, a Gépfolklór, a P. Mobil a H.A.R.D., 1981 végétől a Rolls Frakció, 1997–2006 között a TRB, 2007-től az iCON, 2009-től a Zöld, a Bíbor Band, 2010-től 2015-ig, majd 2017-től  2024-ig újra a Mobilmánia és a RockBand tagja, emellett a Private Colt zenekart erősíti. 
2012-től alapító tagja a nagyrészt egykori Edda Művek tagokból álló Zártosztály nevű zenekarnak (Tipcsi mellett tag még Csillag Endre gitáros és Mirkovics Gábor basszusgitáros, továbbá alkalmi vendégként Barta Alfonz 'Talfi' billentyűs és Zselencz László "Zsöci" basszusgitáros). A három volt Edda-tag mellett az Irigy Hónaljmirigyből ismert Sipos Péter énekelt, akinek helyét Kiss Zoltán vette át, Lázár Zsigmond lett az állandó billentyűs. 2017-ben nem játszott a Zártosztályban, helyét Hirleman Bertalan vette át, a  2018-as koncertekre  azonban visszatér a csapatba, 2022-től pedig, amennyiben nincs ütközés a Mobilmániával, újra tagja a csapatnak.

## Diszkográfia

### Beatrice
- Kisstadion '80 (1981)
- Betiltott dalok (felvétel 1979, kiadás 1992)
- 20 éves jubileumi koncert
- Betiltott dalok II./1981 (Tudományos Rockizmus, 1981) (2013)

### P. Mobil
- Honfoglalás

### Edda
- Változó idők (1988)
- Pataky–Slamovits (1988)
- Szaga van (1989)
- Győzni fogunk (1990)
- Best of Edda 1980–1990 (1990)
- Szélvihar (1991)
- Edda Művek 13. (1992)
- Az Edda két arca (1992)
- Elveszett illúziók (1993)
- Lelkünkből (1993)
- Karaoke Edda (1994)
- Sziklaszív (1994)
- Edda Blues (1995)
- 15. születésnap (1995)
- Elvarázsolt Edda-dalok (1996)

### Tunyogi Rock Band
- A tegnap itthagyott (1997)
- A King for Yesterday (1997)
- TRB koncert CD (1998)
- TRB koncert VHS (1998)
- Szárnyakon szédülő (2001)
- Próbáld meg őszintén (koncert)CD (2003)
- Tunyogi Péter emlékére – TRB koncert DVD (2008, az 1998-as felvételt tartalmazza)
- TRB – Tunyogi Péter Emlékkoncert, 2CD + DVD (2018, 2011.04.27, Millenáris Teátrum)

### the Rock Band
- Születtem, szerettem (2004)
- The Rock Band Koncert CD (PeCsa 2005) (2005)
- Koncert DVD (PeCsa 2005) (2005)
- Unplugged lemez az Echo Quartettel (2006)

### Mobilmánia
- Az út legyen veled (2010)
- Vagyunk és maradunk még (2012) – 2012. május 26. koncert DVD + 2CD
- 2013. 3D Bluray 2012. május 26.koncert.
- Fénypokol (2014. okt. 27.)
- Vándorvér (2017)